# Lab: Tal como somos
Lab: Tal como somos fue un programa de televisión que mezcla los géneros documental y telerrealidad. Se trata de un formato que sirve para testar la veracidad de los estereotipos españoles. El programa, producido por Mediapro, se estrenó el domingo 15 de diciembre de 2013 en La Sexta, y realizó su última emisión el 5 de enero de 2014 tras la emisión de cuatro capítulos que conformaron su primera y, por el momento, única temporada.

## Historia
A finales del mes de octubre de 2013, Atresmedia confirmó la preparación de un formato en el que se intentaría demostrar la veracidad de los tópicos españoles. Finalmente, tras grabar un total de cuatro entregas, el programa se estrenó el 15 de diciembre de 2013.

## Episodios y audiencias
| Temporada | Temporada | Episodios | Estreno                 | Final              | Audiencia    | Audiencia | Audiencia |
| Temporada | Temporada | Episodios | Estreno                 | Final              | Espectadores | Cuota     |           |
| --------- | --------- | --------- | ----------------------- | ------------------ | ------------ | --------- | --------- |
|           | 1         | 4         | 15 de diciembre de 2013 | 5 de enero de 2014 | 1 365 000    | 7,2%      |           |
|           | 2         |           | 2015                    | 2015               |              |           |           |

### Temporada 1: 2013-2014
| N.º (serie) | N.º (temp) | Fecha de emisión        | Audiencia        |
| ----------- | ---------- | ----------------------- | ---------------- |
| 1           | 1          | 15 de diciembre de 2013 | 1 984 000 (9,5%) |
| 2           | 2          | 22 de diciembre de 2013 | 1 175 000 (6,0%) |
| 3           | 3          | 29 de diciembre de 2013 | 1 392 000 (7,3%) |
| 4           | 4          | 5 de enero de 2014      | 909 000 (6,1%)   |